# Osmia maracandica
Osmia maracandica är en biart som beskrevs av Morawitz 1894. Osmia maracandica ingår i släktet murarbin, och familjen buksamlarbin. Inga underarter finns listade i Catalogue of Life.